# ドキュランドへようこそ
ドキュランドへようこそは、NHK教育テレビジョンで2018年4月6日から放送しているドキュメンタリー番組。放送時間は毎週金曜23:00 - 23:45。